# Auf Wiedersehen bis morgen
Auf Wiedersehen bis morgen ist ein polnischer Spielfilm des Jahres 1960. Es ist der Debütfilm von Regisseur Janusz Morgenstern.

## Handlung
Jacek ist ein junger Kabarettist und Künstler in Danzig. Auf der Straße lernt er die junge Französin Margueritte kennen und verliebt sich in sie. Sie verabreden sich für den nächsten Tag zum Tennisspiel. Jacek behauptet, dass er ein sehr guter Tennisspieler sei. Die junge Französin Margueritte ist die Tochter des französischen Konsuls in Danzig, die ihre Sommerferien bei ihrem Vater verbringt. Am nächsten Tag stellt sich jedoch heraus, dass er zum ersten Mal spielt und kaum einen Ball trifft. Sie beenden das Spiel schnell und als die sehr guten Tennisspieler Jurek und Romek hinzukommen, verliert Margueritte das Interesse an Jacek, der sich daraufhin zurückzieht, nicht ohne einem kleinen Junge eine Puppe zu geben, mit der Bitte sie Margueritte zu geben. Der Junge erhält dafür zehn Złoty, gibt jedoch Margueritte die Puppe samt den zehn Złoty, was das Mädchen irritiert.
Margueritte trifft sich später regelmäßig mit Jurek, trifft aber immer wieder auch auf Jacek, so zum Beispiel bei einer Studentenkabarettvorstellung, bei der Jacek mitwirkt. Jacek gelingt es sich mit Margueritte in Sopot zu verabreden. Er gibt ihr kleine Lektionen der polnischen Sprache und zeigt ihr Danzig. Bei einem Regenschauer kommen sie sich erstmals näher. Sie besichtigen die Danziger Marienkirche und spielen ihre eigene Hochzeit. Jacek fantasiert über eine enge Beziehung zu Margueritte. Dem Mädchen erscheint diese Beziehung jedoch einzuengen. Sie zieht sich schließlich zurück und trifft sich nicht mehr mit Jacek, der nun verzweifelt die Nächte durch Danzig streunend leicht alkoholisiert verbringt und auch seine Kabarettgruppe vernachlässigt. Margueritte sucht ihn, kann ihn jedoch nicht finden. Als die beiden doch noch zueinander finden, verabreden sie sich erneut für den nächsten Tag. Als Jacek jedoch morgens zur Villa des Konsuls kommt, um Margueritte abzuholen, ist dort der Auszug des Konsuls in vollem Gange. Margueritte ist abgereist. Jacek kehrt zurück zu seiner Kabarettgruppe und versucht mit der Schauspielkollegin Joasia seine Erlebnisse nachzustellen. Sein Freund beobachtet die Szene und findet sie zu süßlich.

## Hintergrund
Der populäre polnische Schauspieler Zbigniew Cybulski schrieb das Drehbuch nach eigenen Erlebnissen. Er traf in den 1950er Jahren als Leiter, Regisseur und Darsteller des Danziger Kabaretts Bim-Bom tatsächlich die Tochter des französischen Konsuls, die zwischen 1956 und 1960 die Sommerferien in Danzig und Sopot verbrachte. Neben den jungen Darstellern ist vor allem die Atmosphäre der Stadt Danzig, die nach dem Krieg gerade wieder aufgebaut war, Hauptdarsteller des Films. Er gibt darüber hinaus Einblick in das frische Leben der damaligen Studenten in Jazz-Clubs, Cabarets und ihren Studentenwohnheimen. Der Jazz-Musiker Krzysztof Komeda schrieb nicht nur die Filmmusik, sondern ist auch als Pianist in einem Jazzclub zu sehen.

## Kritiken
„Ein Student in Danzig verliebt sich in die Tochter eines französischen Diplomaten, die zwar mit ihm flirtet, aber auch seine Kommilitonen nicht abweist. Heiter-wehmütige Liebesgeschichte.“